# Ciosa
Ciosa (Pelecus cultratus) – gatunek ryby z rodziny karpiowatych (Cyprinidae), jedyny przedstawiciel rodzaju Pelecus.

## Występowanie
Wolno płynące i stojące wody w zlewisku Morza Bałtyckiego, Morza Czarnego, Azowskiego i Kaspijskiego oraz Jeziora Aralskiego. W dorzeczu Dunaju dochodziła kiedyś do Passau. 
Na terenie Polski niewielkie jej populacje występują jeszcze w Zalewie Wiślanym, przy ujściowym odcinku Wisły oraz jej dopływach.

## Opis
Osiąga zazwyczaj 30 (maksymalnie 60) cm długości i masę ciała do 2 kg. Ciało wydłużone, bocznie silnie spłaszczone. Niemal prosta linia grzbietu i sierpowato wygięta linia brzucha, którego krawędź tworzy dość ostry bezłuski kil. Łuski łatwo odpadające. Otwór gębowy górny, duże oczy. Płetwa grzbietowa krótka, cofnięta do tyłu, za podstawą płetwy odbytowej, płetwy piersiowe bardzo długie, ostro zakończone. Linia boczna o charakterystycznym falistym przebiegu. Grzbiet ciemny, niebieskozielony do czarniawego, boki znacznie jaśniejsze z silnym srebrzystym połyskiem, mieniące się czerwonawo, brzuch biały. Płetwy parzyste i odbytowa czerwonawe, pozostałe szare.

## Odżywianie
Odżywia się planktonem, a w starszym wieku, od długości 13–14 cm, również owadami oraz małymi rybami.

## Rozród
Dojrzałość płciową osiąga w 3 lub 4 roku życia. Trze się w rzekach, w miejscach o silnym prądzie. Samica składa od 30 000 do 100 000 ziaren ikry o średnicy 1,3–1,5 mm, która w wodzie szybko pęcznieje do rozmiarów około 5 mm. Ciosa jest jedyną europejską rybą słodkowodną składającą ikrę pelagiczną – unoszącą się swobodnie w wodzie i spływającą z jej prądem. Wylęg następuje po około 7 dniach.

## Ochrona
Na terenie Polski gatunek był objęty ścisłą ochroną gatunkową, z wyjątkiem osobników występujących w wodach Zalewu Wiślanego. Od 2014 r. podlega ochronie częściowej z takim samym zastrzeżeniem.